# Teorema de Xarkovski
En matemàtiques, el teorema de Xarkovski, anomenat en honor d'Oleksandr Xarkovski, que el publicà el 1964, és un resultat sobre sistemes dinàmics discrets. Una de les implicacions del teorema és que si un sistema dinàmic discret a la línia dels reals té un punt periòdic de període 3, llavors ha de tenir punts periòdics de cada altre període.

## El teorema
Sigui una aplicació contínua {\displaystyle f:\mathbb {R} \rightarrow \mathbb {R} } Si aquesta funció té un punt periòdic de període k, llavors té punts periòdics de tots els períodes inferiors a k segons l'ordre "<<" següent:
Aquest teorema és òptim, és a dir, si m << k segons l'ordre precedent, existeixen aplicacions contínues amb punts periòdics de període m però sense punt periòdic de període k. En particular, una funció que presenta un punt x periòdic d'ordre tres, és a dir tal que:
{\displaystyle f^{3}(x):=f\circ f\circ f(x)=x}
on \circ és la composició de les funcions, llavors presentarà punts periòdics de qualsevol ordre:
{\displaystyle f^{n}(x):=f\circ f\circ ...\circ f(x)=x}
Es diu que el període tres implica el caos, i aquesta propietat és fonamental en la teoria del caos.
Aquest corol·lari rep el nom de Teorema de Li i Yorke, matemàtics que van redescobrir als Estats Units part del teorema rus, que havia passat totalment inadvertit a Occident.
L'exemple fonamental és f(x)= a·x·(1 - x), amb x en l'interval [ 0; 1], i a en [0; 4]. Quan a creix de 0 a 4, van apareixent punts periòdics d'ordre 2, després 4, després 8, 16, ... i finalment 3.

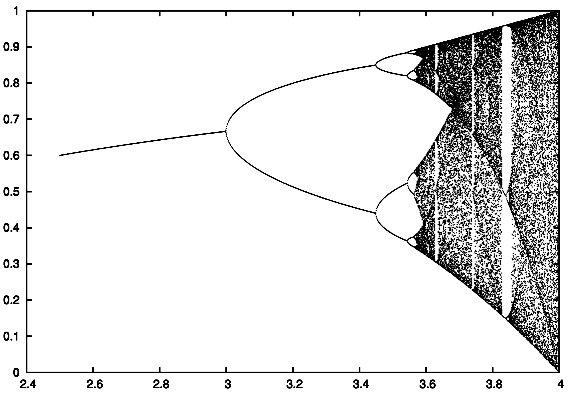
Diagrama de bifurcació

En les abcises hi ha el paràmetre a. El període 3 a pareix per a alguna cosa que 3,8, just en sortir de la zona caòtica (en gris).
El teorema utilitza el que R és totalment ordenat i unidimensional, no s'aplica als nombres complexos:
La funció f :C →C definida per {\displaystyle f(z)=e^{2i\pi /3}z} és tal que tots els punts del pla són periòdics d'ordre 3, però de cap altre ordre (excepte 0 que és d'ordre 1) - f és una rotació d'angle 120 graus o 2·π/3 radiants i no existeix equivalents de les rotacions en una dimensió.